# Ingeborg-Bachmann-Preis 2014
Der Ingeborg-Bachmann-Preis 2014 war der 38. Wettbewerb um den Literaturpreis im Rahmen der Tage der deutschsprachigen Literatur. Die Veranstaltung fand vom 2. bis 6. Juli 2014 im Klagenfurter ORF-Theater des Landesstudios Kärnten statt und wurde von Christian Ankowitsch moderiert. Der Juryvorsitzende Burkhard Spinnen legte in seiner Abschlussrede nach 14 Jahren das Amt nieder.

## Autoren
Die deutsche Autorin Karen Köhler wurde ebenfalls eingeladen, konnte aber wegen einer akuten ansteckenden Krankheit nicht am Wettbewerb teilnehmen.

### Erster Lesetag
- Roman Marchel: Die fröhlichen Pferde von Chauvet, eingeladen von Arno Dusini
- Kerstin Preiwuß: unbetitelter Text, eingeladen von Meike Feßmann
- Tobias Sommer: Steuerstrafakte, eingeladen von Juri Steiner
- Gertraud Klemm: Ujjayi (Romanauszug), eingeladen von Hubert Winkels
- Olga Flor: Unter Platanen, eingeladen von Daniela Strigl

### Zweiter Lesetag
- Anne-Kathrin Heier: Ichthys, eingeladen von Burkhard Spinnen
- Birgit Pölzl: Maia, eingeladen von Arno Dusini
- Senthuran Varatharajah: Vor der Zunahme der Zeichen (Romanauszug), eingeladen von Meike Feßmann
- Michael Fehr: Simeliberg (Romanauszug), eingeladen von Juri Steiner
- Romana Ganzoni: Ignis Cool, eingeladen von Hildegard Elisabeth Keller

### Dritter Lesetag
- Katharina Gericke: DOWN DOWN DOWN To The Queen Of Chinatown, eingeladen von Burkhard Spinnen
- Tex Rubinowitz: Wir waren niemals hier, eingeladen von Daniela Strigl
- Georg Petz: Millefleurs, eingeladen von Hildegard Elisabeth Keller

## Juroren
- Arno Dusini (für Paul Jandl)
- Meike Feßmann
- Hildegard Elisabeth Keller
- Burkhard Spinnen (Juryvorsitz)
- Juri Steiner
- Daniela Strigl
- Hubert Winkels

## Preise
- Ingeborg-Bachmann-Preis (dotiert mit 25.000 Euro): Tex Rubinowitz
- Kelag-Preis (dotiert mit 10.000 Euro): Michael Fehr
- 3sat-Preis (7.500 Euro): Senthuran Varatharajah
- Ernst-Willner-Preis (5.000 Euro): Katharina Gericke
- BKS-Bank-Publikumspreis (dotiert mit 7.000 Euro): Gertraud Klemm